# Lanceola pacifica
Lanceola pacifica är en kräftdjursart som beskrevs av Stebbing 1888. Lanceola pacifica ingår i släktet Lanceola och familjen Lanceolidae. Inga underarter finns listade i Catalogue of Life.